# Interbolsa
InterBolsa (anteriormente Interbolsa Financial Group, actualmente conocido como Grupo InterBolsa), era una empresa colombiana de corretaje de valores, la mayor en Colombia, que también participó en la gestión de activos y otros tipos de banca de inversión, que operó hasta noviembre de 2012 cuando el gobierno colombiano ordenó su cierre por un default de deudas con el sistema bancario local y por fraude y desvío de fondos, por los cuales varios terminaron en la cárcel, incluido el presidente de la firma. El grupo aún tiene otras inversiones y empresas en el exterior cuyas operaciones no pueden ser interrumpidas por este cierre.
La compañía tenía más del 29% del volumen de mercado de la actividad de corretaje en Colombia.

## Historia
Hasta 2008 operaba como un conglomerado poco integrado con una participación controladora en un número de empresas más pequeñas, cada una especializada en una región diferente (Panamá) o producto (InterBolsa Futures). En 2009, después de que se trasladó al mercado brasileño al adquirir todo el Finabank por US $ 21 millones, se organizó oficialmente en una sociedad holding llamada Grupo InterBolsa.

## Filiales
- Interbolsa Comisionista de Bolsa
- Administradora de Inversión - Gerente de Activos que supervisa el primer fondo de capital privado de Colombia; InterBolsa Energética, que se estableció en abril de 2009.
- Interbolsa Panamá
- Finabank- Agencia de corretaje brasileña, 90% propiedad de InterBolsa. Tiene operaciones de repo.
- Fundación InterBolsa - organiza programas de responsabilidad corporativa para el grupo de empresas.

## Escándalo de Interbolsa.
Estalló el escándalo por el descubrimiento del desvío de millonarias sumas de dinero por parte de la directiva de Interbolsa (principal corredor de bolsa del mercado bursátil colombiano) de su "Fondo Premium" para su uso personal. Se estima que los perjuicios ascienden a más de $340.000 millones de pesos (unos $170 millones de dólares a la tasa de 2012), perjudicando a más de 1.200 inversionistas, originando también su intervención por parte de la Superfinanciera y posterior quiebra. Por este hecho fueron enviados a la cárcel los miembros de la Junta Directiva de Interbolsa Tomás Jaramillo y Juan Carlos Ortiz, además de otras personas vinculadas con la entidad. También por este hecho fue condenado a prisión el expresidente de Interbolsa; Rodrigo Jaramillo, además del pago de una multa de $7.000 millones de pesos (USD$3.600.000 de 2012), pese a la inconformidad de las víctimas de esta estafa, porque el condenado tendría prisión domiciliaria debido a su avanzada edad. Jaramillo y Ortiz fueron condenados a 5 años de cárcel el 31 de marzo de 2017 con beneficio de detención domiciliaria, condena que los afectados consideran "muy baja".